# ماسافومي ناكايغوتشي
ماسافومي ناكايغوتشي (باليابانية: 中口 雅史) (10 أبريل 1972 في توكوشيما في اليابان – )؛ هو لاعب كرة قدم سابق كان يلعب كلاعب وسط.

## وصلات خارجية
- ماسافومي ناكايغوتشي على موقع قاعدة بيانات كرة القدم.إي يو (الإنجليزية)
- ماسافومي ناكايغوتشي على موقع Soccerway.com (الإنجليزية)
- ماسافومي ناكايغوتشي على موقع عالم كرة القدم.نت (الإنجليزية)